# Mistrzostwa Nordyckie w Zapasach 2009
Mistrzostwa odbyły się w szwedzkim mieście Oskarshamn, 1 sierpnia 2009 roku.

## Tabela medalowa
Gospodarz zawodów został zaznaczony kolorem.
| Poz. | Państwo   |   |   |   | Łącznie |
| ---- | --------- | - | - | - | ------- |
| 1    | Szwecja   | 4 | 3 | 1 | 8       |
| 2    | Finlandia | 1 | 4 | 1 | 6       |
| 3    | Norwegia  | 1 | 0 | 2 | 3       |
| 4    | Estonia   | 1 | 0 | 0 | 1       |
| 5    | Dania     | 0 | 0 | 2 | 2       |
|      | Łącznie   | 7 | 7 | 6 | 20      |

## Wyniki

### Styl klasyczny
| Konkurencja        | Złoto            | Srebro             | Brąz             |
| Kategoria do 55 kg | Jonni Laulainen  | Emil Sundberg      | Anders Rønningen |
| Kategoria do 60 kg | Stig André Berge | Jarkko Ala-Huikku  | Håkan Nyblom     |
| Kategoria do 66 kg | Mathias Günther  | Marko Tuomela      | Tero Välimäki    |
| Kategoria do 74 kg | Robert Rosengren | Henri Välimäki     | Joakim Aardalen  |
| Kategoria do 84 kg | Fisnik Zahiti    | Lennie Persson     | Fredrik Schön    |
| Kategoria do 96 kg | Heiki Nabi       | Rami Hietaniemi    | Jesper Viholt    |
| Kategoria 120 kg   | Jalmar Sjöberg   | Sebastian Lönnborn | ----             |